# Monomorium dictator
Monomorium dictator är en myrart som beskrevs av Santschi 1937. Monomorium dictator ingår i släktet Monomorium och familjen myror. Inga underarter finns listade i Catalogue of Life.